# Трубчино
Тру́бчино — деревня в Брянском районе Брянской области, в составе Добрунского сельского поселения. Население — 83 жителя (2010).

## История
Первоначальное название села, возникшего не позже XVI в., — Трубчаны. Оно вполне определенно связывает местных жителей селения с Трубчевском или Трубчевским княжеством.
В годы «смуты» начала XVII в. село было разорено, а церковь в нём сожжена. Село издавна принадлежало Покровскому собору в Брянске, а доходы, получаемые с его крестьян, делились между священниками, дьяконом и дьячками соборной церкви.
Когда вместо сожженной церкви в селе была построена новая, неизвестно, но в списке церквей Брянского уезда за 1654 г. Георгиевская церковь в селе Трубчино названа как действующая.
В целом жизнь села не была богата заметными событиями или примечательными лицами. Нередко возникавшие споры между священниками и прочими церковнослужителями Покровского собора из-за трубчинских доходов непосредственно на крестьянах села отражались мало, а после секуляризации монастырских и церковных владений в 1760-е гг. Трубчино вошло в число «экономических селений», жители которых платили твёрдый оброк государству.
После проведенной правительством Екатерины II губернской реформы (1778 г.) происходили изменения границ и некоторых уездов. В частности, бывшие ранее в Брянском уезде сёла Трубчино и Бакшеево первоначально оказались отнесенными к Трубчевскому уезду, но в самом конце XVIII в. вновь были возвращены в состав Брянского уезда.
Это время оказалось неблагоприятным для жителей Трубчина, как и для большинства соседних селений. По ревизии 1782 г. в селе числилось 350 крестьян, а к 1795 г. оказалось 325. Из мужчин 10 было взято в рекруты, но главная убыль была связана с неурожайными голодными годами. Если в обычные годы в селении в среднем умирало 3-5 человек в год, то в 1788 г. умерло 33, в 1790 г. — 16, в 1791 г. — 29 человек.
Сильный пожар 1806 г., когда сгорело почти все село, в том числе и церковь, был воспринят верующими как Божие наказание за совершённое святотатство. Церковь в Трубчине больше не восстанавливалась, и с 1806 г. жители селения были приписаны к приходу соседнего села Теменичи. Позже селение вновь отстроилось, но называлось оно теперь деревня Трубчино (Трубчина).
К 1840-м гг. здесь было более 400 жителей, в последующем их число продолжало расти: в 1866 г. — 464, в 1894 г. — 591, но к 1904 г. сократилось до 470. К этому времени в деревне было 85 дворов, к которым относилось свыше 1100 десятин земли.
Находящаяся близ деревни водяная мельница принадлежала Трубчинскому крестьянскому обществу и приносила годовой доход около 50 рублей. Помимо неё, в селении в конце XIX в. имелась ветряная мельница, принадлежавшая крестьянину Григорию Рычкову.

## Известные уроженцы
- Поручиков, Иван Яковлевич — председатель Брянского областного Совета народных депутатов в 1980 — 1989 гг.